# Ferdinand Morel
Ferdinand Morel (ur. 1888 w Genewie, zm. 1957) – szwajcarski lekarz, neuropsychiatra i neuropatolog. Opisał zespół znany dziś jako zespół Morgagniego-Stewarta-Morela, a także zaburzenie nazywane zespołem Morela-Wildiego. Początkowo studiował filozofię, potem medycynę w Paryżu u Charcota, studia ukończył w Genewie. W 1938 roku został profesorem psychiatrii i dyrektorem szpitala psychiatrycznego Bel Air, jako następca Charlesa ladame'a. Był jednym z nielicznych psychiatrów przeciwstawiających się od początku psychochirurgii.

## Wybrane prace
- L'hyperostose frontale interne. Syndrome de l'hyperostose frontale interne avec adipose et troubles cérébraux. Paris, 1930.
- 46. THE SURGICAL TREATMENT OF DEMENTIA PRAECOX. Am J Psychiatry 1938 94: 309-314
- LA MASSA INTERMEDIA OU COMMISSURE GRISE[4]. 1947/1948
- Introduction à la psychiatrie neurologique. Masson, 1947
- Morel F, Wildi E. Dysghénésie nodulaire disséminée de l’écore frontale. Revue neurologique 87: 251-270 (1952)
- Ferdinand Morel, Erwin Wildi: Sclérose ammonienne et épilepsies: Etude anatomopathologique et statistique. (1956)